# Sikfors, Piteå kommun
Sikfors är en småort i Piteå socken i Piteå kommun. Före 2010 klassades orten som en tätort. Sikfors benämns Siikakoski på finska/meänkieli. 
Sikfors ligger vid Piteälven som där har en dammbyggnad med ett nytt kraftverk insprängt i berggrunden. Uppströms Sikforsen ligger Storselet, 23,75 meter över havet. Nedanför Sikforsen ligger Vallidan på höjden 3,3 meter över havet. Detta innebär att Sikforsen har fallhöjden 20,45 meter.

## Historia
Bynamnet finns i första landskapshandlingen över dåtidens Västerbottens län för år 1539 och var då "Sickfforssen".
Orten hade förr en järnvägsstation (Vargbacken) vid Piteåbanan, som här passerar Piteälven på en bro, byggd 1915,  vid kraftverksdammen. Under 2017 lade Skanova ner det kopparbaserade telenätet på orten.

### Befolkningsutveckling
| Befolkningsutvecklingen i Sikfors 1960–2015                                                                  | Befolkningsutvecklingen i Sikfors 1960–2015 | Befolkningsutvecklingen i Sikfors 1960–2015 | Befolkningsutvecklingen i Sikfors 1960–2015 | Befolkningsutvecklingen i Sikfors 1960–2015 |
| --- | ------------------------------------------- | ------------------------------------------- | ------------------------------------------- | ------------------------------------------- |
| |                                             |                                             |                                             |                                             |
| År |                                             |                                             | Folkmängd                                   | Areal (ha)                                  |
| 1960 | 1960                                        |                                             | 278                                         | 48                                          |
| 1965 | 1965                                        |                                             | 260                                         | 48                                          |
| 1970 | 1970                                        |                                             | 203                                         |                                             |
| 1975 | 1975                                        |                                             | 225                                         |                                             |
| 1980 | 1980                                        |                                             | 217                                         |                                             |
| 1990 | 1990                                        |                                             | 208                                         | 46                                          |
| 1995 | 1995                                        |                                             | 196                                         | 54#                                         |
| 2000 | 2000                                        |                                             | 213                                         | 71                                          |
| 2005 | 2005                                        |                                             | 211                                         | 71                                          |
| 2010 | 2010                                        |                                             | 196                                         | 71**                                        |
| 2010 | 2010                                        |                                             | 197                                         | 72#                                         |
| 2015 | 2015                                        |                                             | 198                                         | 83#                                         |
| Anm.: Ej tätort 1995. upphörde som tätort 2010. ** Som upphörd tätort (mindre än 200 invånare) # Som småort. |                                             |                                             |                                             |                                             |

## Samhället
Här finns skola, förskola,fritids och affär. 
År 1999 utnämndes Sikfors till Årets by i Piteå Kommun, i Norrbotten och i Sverige. 

## Näringsliv
Dominerande inom ortens näringsliv är sågverksföretaget Stenvalls Trä AB.

## Idrott
Sikfors SK som förutom att bedriva idrott, också tidigare arrangerade midsommarfirandet på Udden, där de stora artisterna från 30-60-talet kunde ses.